# نص بيبلوس
نص بيبلوس، المعروف أيضًا باسم مقطع بيبلوس، أو الكتابة الهيروغليفية الزائفة، أو بروتو بيبلان، أو بروتو بيبل، أو بيبل، هو نظام كتابة غير مفكك، معروف من عشرة نقوش وجدت في جبيل، مدينة ساحلية في لبنان. النقوش محفورة على ألواح وملاعق من البرونز، ونقشت في الحجر. تم التنقيب عنها بواسطة موريس دوناند من عام 1928 إلى عام 1932، ونشرت عام 1945 في كتابه Byblia Grammata. تعود النقوش تقليديا إلى الألفية الثانية قبل الميلاد، وربما بين القرنين الثامن عشر والخامس عشر قبل الميلاد.
كما تم اكتشاف أمثلة على النص في مصر وإيطاليا ومجيدو (غاربيني وكوليس).

## وصف البرنامج النصي

### النقوش ذات الصلة

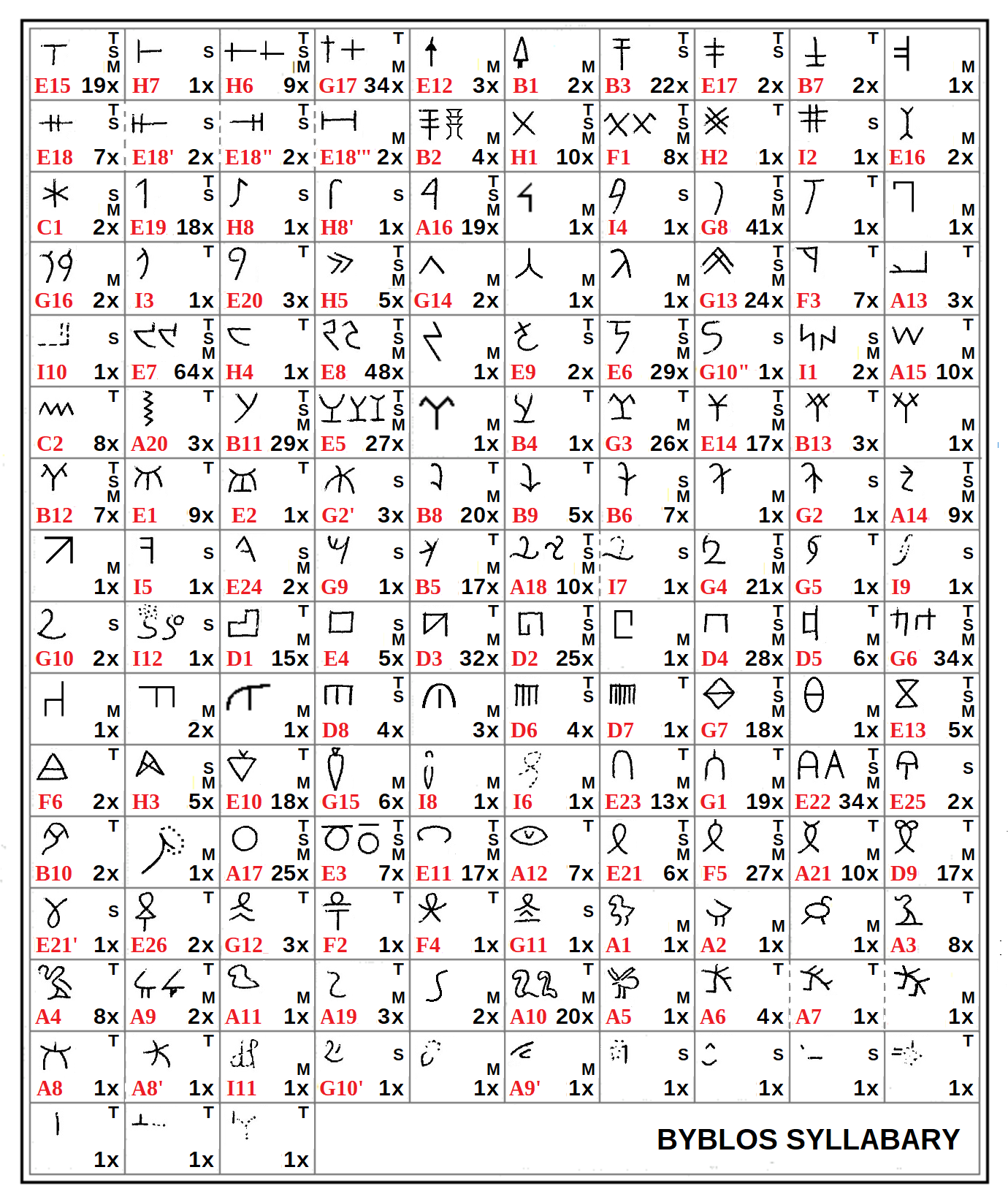
قائمة رموز نص بيبلوس

كما تم العثور على شخصيات معزولة من مقطع بيبلوس على أشياء أخرى مختلفة، مثل الفؤوس والفخار. ومن المعروف أيضًا أن الملعقة تحتوي على نقش فينيقي على الجانب الأمامي وآثار على الجانب الخلفي لنقش بروتو بيبلان - يمكن التعرف على حوالي نصف دزينة من الأحرف الأولية البيبلية. يعود تاريخ النقش الفينيقي على الملعقة إلى القرن العاشر قبل الميلاد، مما يشير إلى أن الحروف الهيروغليفية المصرية الزائفة ربما ظلت قيد الاستخدام لفترة أطول مما يُفترض عادة.
أيضًا، تم العثور على جزء من نقش ضخم بالحجر في جبيل بخط يبدو وسطيًا بين الأحرف الهيروغليفية الزائفة والأبجدية الفينيقية اللاحقة. 21 حرفًا مرئية؛ معظمها مشترك في كل من الأبجدية الهيروغليفية الزائفة والأبجدية الفينيقية، في حين أن العلامات القليلة المتبقية هي إما الهيروغليفية الزائفة أو الفينيقية (دوناند، Byblia Grammata، ص 135 - 138).
تحتوي النقوش العشر الرئيسية الهيروغليفية الزائفة معًا على 1046 حرفًا، في حين أن عدد "العلامات"، أي الأحرف المختلفة، قدمه داناند كـ 114. لاحظ غاربيني أن الرقم الأخير ربما يكون مرتفعًا للغاية، لسببين. أولاً، تتضمن قائمة علامات داناند أحرفًا شديدة التلف يستحيل تحديد ما إذا كانت تشكل بالفعل علامة جديدة أم لا. ثانيًا، من الواضح أن متغيرات الكتابة موجودة، على سبيل المثال بين النمط "الضخم" للنماذج والأسلوب "الخطي" للملاعق واللوحات. سيؤدي أخذ هذه المتغيرات في الاعتبار إلى تقليل العدد الإجمالي للعلامات.

## علاقته بالنصوص الأخرى
وقد لوحظ أن بعض الدلائل على سبيل المثال ، تبدو مثل الكتابة الهيروغليفية المصرية العامة المعدلة، ولكن هناك العديد من الآخرين الذين لا يفعلون ذلك. وفقًا لهوتش (1990)، يبدو أن العديد من العلامات مشتقة من الكتابة الهيراطيقية للمملكة المصرية القديمة، وليس مباشرة من الهيروغليفية. من المعروف أنه منذ عام 2600 قبل الميلاد كان التأثير المصري في جبيل قويًا: كانت جبيل ميناء التصدير الرئيسي لخشب الأرز إلى مصر، وبالتالي كان هناك مجتمع تجاري مصري كبير في جبيل. ومن ثم فهو معقول أن هذا المقاطع قد ابتكره شخص في جبيل رأى الحروف الهيروغليفية المصرية واستخدمها بحرية كمثال لتأليف مقطوعة جديدة تم تكييفها بشكل أفضل مع اللغة الأصلية لجبيل - تمامًا كما في أوغاريت المجاورة بعد بضعة قرون كانت الأبجدية المسمارية ابتكرت أسهل في الاستخدام من الكتابة المسمارية الأكادية المعقدة.
وفقًا لبريان كوليس (2014)، هناك عدة علامات تشبه حروف الأبجدية الفينيقية اللاحقة:، وما يصل إلى 18 حرفًا من أصل 22 حرفًا من الأبجدية الفينيقية لها نظائر في المقطوعة. وهذا يستلزم أن الأخير مشتق بطريقة ما من المقطعية. يعتقد كوليس أن الأبجدية الأولية تطورت لتبسيط المقطع المقطعي، والانتقال من الكتابة المقطعية إلى الكتابة الساكنة، بأسلوب النص المصري (الذي لا يشير عادةً إلى أحرف العلة). وهكذا، في رأيه، تعتبر النقوش رابطًا مهمًا بين الكتابة الهيروغليفية المصرية والأبجديات السامية اللاحقة المشتقة من الأبجدية السينائية الأولية.

## محاولات فك التشفير
في عام 1985، تم نشر محاولة ترجمة جديدة بواسطة جورج إي ميندنهال من جامعة ميشيغان. افترض مندنهال أن العديد من العلامات التي ظهرت مرة أخرى في الأبجدية الفينيقية اللاحقة لها قيمة صوتية مماثلة. على سبيل المثال، العلامة  التي في اللغة الفينيقية لها القيمة جيم، يُفترض أن لها القيمة الصوتية جا. علامة مقطع بيبلوس  الذي يشبه الهيروغليفية المصرية مقطع بيبلوس على سبيل المثال  يُفسَّر معنى "ملك مصر العليا" على أنه "مولكو" (بالسامية "ملكي"؛ "ملك")، التي قدمت القراءة الصوتية مو. يوضح المثال الأخير أن ميندنهال استخدم على نطاق واسع مبدأ الصوت، حيث يُفترض أن تكون القيمة الصوتية للإشارة المقطعية مساوية للصوت الأولي للكلمة (السامية) للكائن الذي تصوره العلامة.
اعتبر ميندنهال أن اللغة سامية مبكرة جدًا ("الساحل القديم")، قبل الانقسام بين المجموعات اللغوية الشمالية الغربية السامية (الفينيقية والعبرية) والسامية الجنوبية (العربية الجنوبية القديمة). قام بتأريخ النصوص في وقت مبكر يعود إلى 2400 قبل الميلاد. كما ذكرنا سابقًا، يرى جيمس هوخ (1990) مصدر العلامات في رموز المملكة المصرية القديمة (حوالي 2700 إلى 2200 قبل الميلاد)، وبالتالي فإن هذا المقطع اللغوي الغربي السامي قد تم اختراعه في تلك الفترة.
يدعم برين كوليس (1992، 1998) فك رموز ميندنهال، ويجادل بأن خاتم مجدو يؤكد ذلك، بقراءة (وفقًا لتعريف ميندنهال للعلامات): "سالد، صولجان مجيدو". هذا مجرد مؤشر واحد على أن استخدام هذا النص لم يقتصر على جبيل. كما تم العثور على نقوش تستخدم هذا المقطوعة الغربية السامية في مصر.